# Exalead
Exalead [eg'zæli:d] ist eine zum Quaero-Projekt gehörige Websuchmaschine und seit Juni 2010 eine gleichnamige Division von Dassault Systèmes. Exalead wurde 2000 mit Sitz in Paris (Frankreich) gegründet, die Suchmaschine ist seit 2004 online. Gründer waren François Bourdoncle und Patrice Bertin.

## Suchindexgröße
Der Index der Suchmaschine umfasst über 16 Milliarden Seiten (laut Betreiberangaben auf der Exalead-Webseite, Stand: 14. August 2013).

## Technologie
Im Index der Suchmaschine sind nicht nur Internetseiten mit verbreiteten Dokumenttypen wie HTML, PDF oder DOC, sondern auch mit Filmen, Musik und anderen Multimediadateien vorhanden. Zeitweise gehörte Exalead auch zu den wenigen Suchmaschinen, die Wildcards und reguläre Ausdrücke unterstützen.
Die anfänglich durch Eingabe der Suchbegriffe auf der Exalead-Webseite erhaltenen Ergebnisse lassen sich solange weiter nach Dokumenttypen, Sprachen, Herkunftsländer, Kategorien und Themen einschränken, bis ein gewünschtes Suchergebnis erreicht ist.
Neben jedem Suchergebnis zeigt Exalead ein kleines Vorschaubild, das helfen soll, einen ersten Eindruck der gefundenen Seiten zu bekommen. Durch Klicken auf diese Vorschau kommt man zu einer großen, vollständigen Ansicht der Seite, ähnlich wie man es von den Bildersuchen anderer Suchmaschinen kennt. In dieser Vorschau sind die Suchbegriffe farbig hinterlegt und man kann durch Klicken auf einen davon zum nächsten Vorkommen springen.
Im April 2007 startete Exalead eine spezielle Wikipedia-Suchmaschine, die jedem gefundenen Eintrag ein Bild aus dem Artikel als Vorschau zuordnet und auch Artikelkategorien anzeigt sowie eine Bildersuchfunktion mit der Möglichkeit, die Ergebnisse mittels automatischer Bilderkennung auf Gesichter zu beschränken. Beide Funktionen befinden sich noch im Beta-Stadium.

## Kontaktmöglichkeiten
Um Spam, schlechte Suchergebnisse oder Fehler zu melden, existiert ein Feedback-Formular; die Meldungen werden persönlich ausgewertet und beantwortet. Für Verbesserungsvorschläge wurden interaktive „Feedback-Portale“ in verschiedenen Sprachen angelegt. Dort kann man Vorschläge für Verbesserungen und neue Funktionen einbringen und über die Vorschläge anderer abstimmen.

## Unternehmen
Der Name Exalead ist eine Verknüpfung der mathematischen Vorsilbe exa (1018) als Symbol der großen Anzahl an indexierten Seiten und dem englischen Verb to lead (zu deutsch: führen, leiten), das dafür steht, dass Exalead den Suchenden durch die Ergebnisse führt.
Das Unternehmen hat etwa 70 Angestellte in Paris (Frankreich), Mailand (Italien), Glasgow (Vereinigtes Königreich), Weinheim (Deutschland) und New York City (Vereinigte Staaten).
Bis zur Übernahme durch Dassault Systèmes (DS) im Juni 2010 hielt die französische Beteiligungsgesellschaft SCA Qualis 59 % der Anteile an Exalead. Neben 3D- und PLM-Software stellt Exalead heute das dritte Standbein von DS dar. DS beabsichtigt, das Geschäftsfeld erheblich auszubauen und mit den anderen Divisionen zu verknüpfen.

## Geschichte
Die Suchmaschine ging vier Jahre nach der Firmengründung im Jahr 2004 mit der ersten Version online. Im März 2006 umfasste der Index 4 Milliarden Seiten. Im August desselben Jahres wurde die Betaversion der zweiten Version der Suchmaschine der Öffentlichkeit vorgestellt. Seitdem gibt es auch ein Feedback-Portal. Im Oktober 2006 wurde die zweite Version zur offiziellen Version von Exalead. Der Suchindex umfasste damals bereits 8 Milliarden Seiten. Im Jahr 2007 wurde das Feedback-Portal auch auf Deutsch freigeschaltet. Außerdem ging das Exalead-Blog online. Seitdem sind auch eine Wikipedia-Suche und eine Gesichtserkennung für die Bildersuche integriert. Im Mai 2007 eröffneten SplitGames und Exalead eine gemeinsame Suchmaschine für Videospiele, GameSkoot. Im Juli 2007 gewann Exalead den ChinICT Award. 2010 erwarb Dassault Systèmes Exalead.